# 丹麦首都圈轻轨三环路线
丹麦首都圈轻轨三环路线是建设中的丹麦首都圈轻轨的第一条路线，同时是唯一一条已开工的路线，位于丹麦首都大区。该线大致与三环路平行，并因此而得名。2018年开始建设，预计2025年通车。 全线以地面线路为主，部分位于既有道路中间，部分位于既有道路一侧。
线路大致呈南北走向，共有29座车站，其中6座可换乘哥本哈根市郊铁路。建成后，丹麦首都圈轻轨三环路线将会与多条哥本哈根市郊铁路线路相交，并填补既有大哥本哈根地区城市轨道交通的空白，与“丹麦首都圈轻轨三环路线”线路、站点大致重合的300S路巴士亦将停运。 年客流量预计为1300万—1400万人次。设计发车间隔周一至周五白天为5分钟，其余时段为10分钟。 预计全程58分钟。 其中，狐丘路站、安高·恩厄隆路站、学院路站均为校园面积广大的丹麦技术大学提供服务。

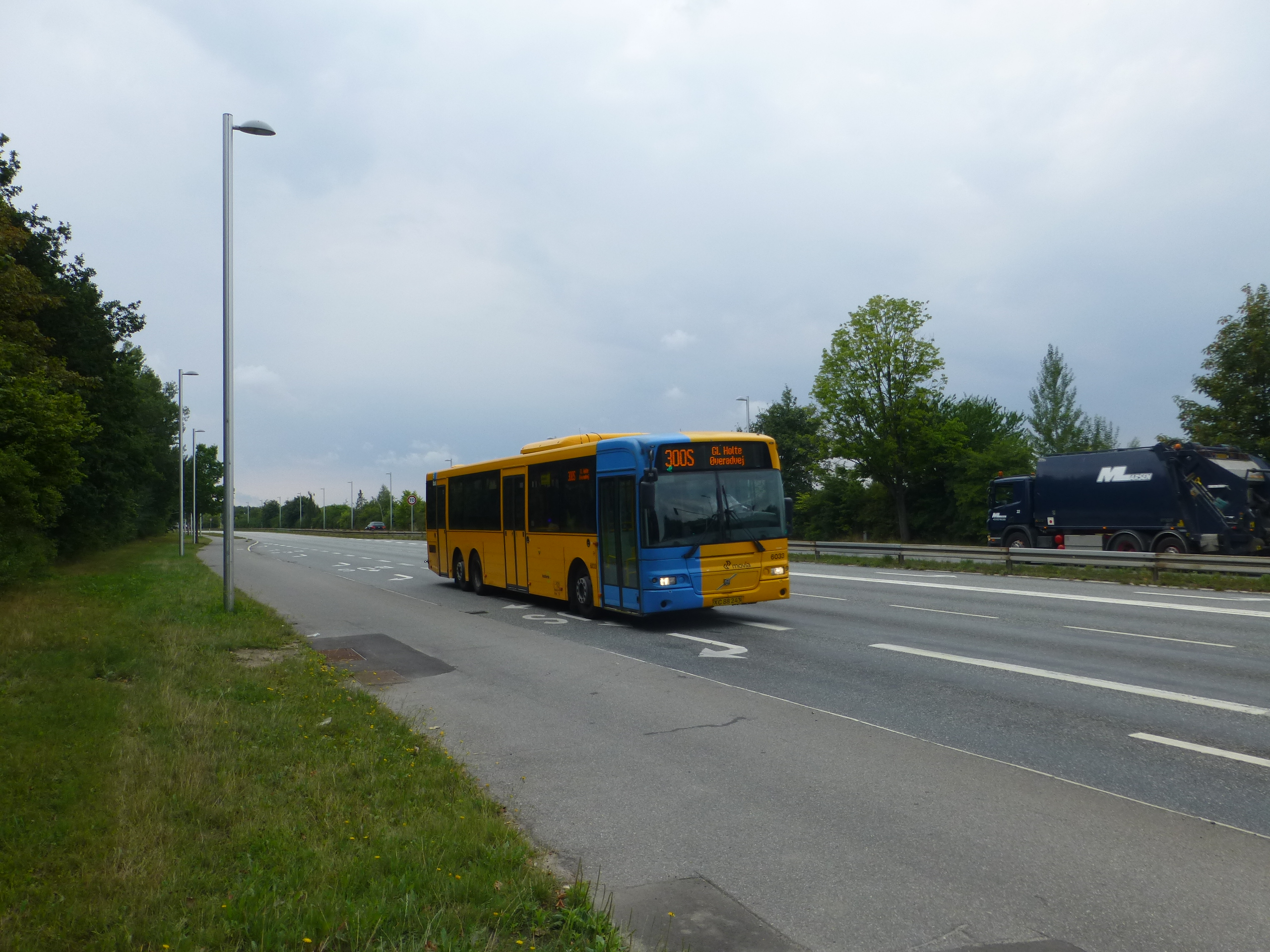
行驶在规划中的“丹麦首都圈轻轨三环路线”沿线的300S路公交，计划未来通过轻轨取代这一公交线路。

## 车站列表
| 所在市镇                           | 站名                   |
| ---------------------------------- | ---------------------- |
| 靈比-措拜克市鎮                    | 伦措夫特               |
| 靈比-措拜克市鎮                    | 狐丘路                 |
| 靈比-措拜克市鎮                    | 安高·恩厄隆路          |
| 靈比-措拜克市鎮                    | 学院路                 |
| 靈比-措拜克市鎮                    | 福尔图娜城             |
| 靈比-措拜克市鎮                    | 灵比购物中心           |
| 靈比-措拜克市鎮                    | 灵比站                 |
| 格萊薩克瑟市鎮                     | 旧沼泽路               |
| 格萊薩克瑟市鎮                     | 布津厄站               |
| 格萊薩克瑟市鎮                     | 格莱萨克瑟市政厅       |
| 格萊薩克瑟市鎮                     | 格莱萨克瑟路           |
| 格萊薩克瑟市鎮                     | 格莱萨克瑟公交换乘枢纽 |
| 格萊薩克瑟市鎮                     | 迪纳摩路               |
| 海萊烏市鎮                         | 海莱乌医院             |
| 海萊烏市鎮                         | 海莱乌购物中心         |
| 海萊烏市鎮                         | 海莱乌站               |
| 海萊烏市鎮                         | 海莱乌南               |
| 勒藻勒市鎮                         | 勒藻勒北               |
| 格洛斯楚普市鎮                     | 格洛斯楚普艾比         |
| 格洛斯楚普市鎮                     | 格洛斯楚普北           |
| 格洛斯楚普市鎮                     | 格洛斯楚普医院         |
| 格洛斯楚普市鎮                     | 格洛斯楚普站           |
| 布伦比市镇                         | 基克比约               |
| 布伦比市镇                         | 西布伦比               |
| 瓦倫斯拜克市鎮                     | 三角地                 |
| 瓦倫斯拜克市鎮                     | 瓦伦斯拜克站           |
| 瓦倫斯拜克市鎮                     | 海滩花园               |
| 伊斯霍伊市鎮                       | 伊斯霍伊海滩           |
| 伊斯霍伊市鎮                       | 伊斯霍伊站             |
| 注：表示与哥本哈根市郊铁路的换乘站 |                        |

## 外部連結
- 丹麦首都圈轻轨官网（页面存档备份，存于）（丹麦语）